# Ateneu Popular La Flor de Maig
L'Ateneu Popular La Flor de Maig és un edifici situat als carrers del Doctor Trueta (antigament de Wad-Ras) i el passatge de Bori del Poblenou de Barcelona, catalogat com a bé amb elements d'interès (categoria C).

## Història
Fundada el 1890, la cooperativa de consum «La Flor de Maig» tingué edifici propi des del 1896.
El 1918 va absorbir La Formiga Obrera i va esdevenir una de les cooperatives més potents de Catalunya, amb diverses sucursals, dues al Poblenou, als carrers de Pellaires i Pere IV. La cooperativa, de la qual es conserven els documents fundacionals, comptava amb una granja a Cerdanyola del Vallès, ara transformada en unes dependències de la Diputació de Barcelona que conserven el nom de La Flor de Maig. El 1950 va tancar les portes a causa d'una forta crisi econòmica, però l'edifici del carrer de Wad-Ras va continuar funcionant com a escola.
El 1978, l'edifici va ser recuperat per l'Associació de Veïns del Poblenou, que va impulsar la constitució de l'ateneu popular «La Flor de Maig», que encara subsisteix i des del 1979 les Festes de Maig, que solen tenir lloc el segon o tercer diumenge d'aquell mes.
També acull les cooperatives de consum Estèvia, fundada l'any 2010, i La Unió de Poblenou, que va iniciar la seva activitat al barri l'any 2006.
El 2018, l'edifici va ser rehabilitat per l'arquitecte Albert Pla i Gisbert.